# Александровский сад (станция метро)

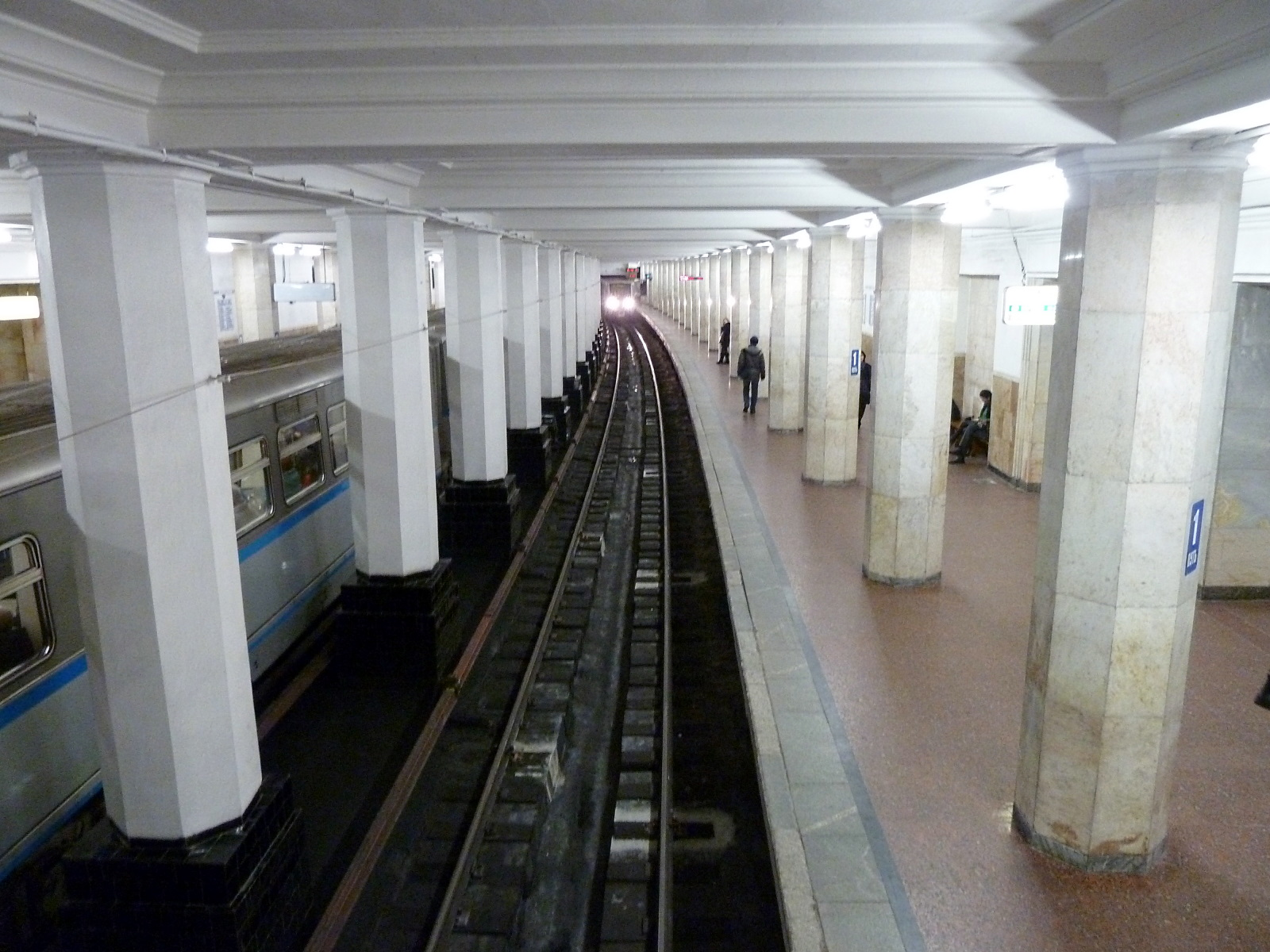
Вид с пешеходного мостика в сторону станции Арбатская. 2013 год.

«Алекса́ндровский сад» — конечная тупиковая станция Филёвской линии Московского метрополитена. Открыта 15 мая 1935 года в составе первого участка Московского метрополитена. Своё нынешнее название получила от расположенного у западной стены Кремля Александровского сада, к которому ведёт подземный переход от станции. Ранее (до 24 декабря 1946 года) называлась «Улица Коминте́рна», до 5 ноября 1990 года — «Кали́нинская». Осенью 1990 года станция на несколько дней получила официальное название «Воздви́женка». Является одной из станций четырёхстанционного пересадочного узла «Александровский сад — Арбатская — Библиотека имени Ленина — Боровицкая». Самая «кривая» станция Московского метрополитена — радиус поворота составляет 750 метров.

## Описание
Станция располагается под южной частью улицы Воздвиженки, между зданием Российской государственной библиотеки и проезжей частью.
«Александровский сад» — единственная станция с изогнутыми платформами среди станции первой очереди, а также, до 2020 года, она была единственной подземной станцией с береговыми платформами (платформы соединяются арочным мостиком).
Станция является конечной на Филёвской линии, оборот поездов производится через перекрёстный съезд, расположенный перед станцией; поезда прибывают и отправляются с обоих путей. В некоторый период для оборота составов (смены направления его движения) на «Александровском саду» использовались маневровые машинисты, сменяющие «обычных» на расположенной в перегоне длиной 510 метров от «Александровского сада» «Арбатской», в связи с чем «Александровский сад» в шутку называли «оборотным тупиком» «Арбатской».
С платформы № 1 отправляются поезда, следующие до станции «Москва-Сити», а с платформы № 2 — следующие до станции «Кунцевская».
Пути, ведущие со станции в тупиковую часть Филёвской линии в направлении Кремля, соединяются со станцией «Площадь Революции» Арбатско-Покровской линии, а путь от первой платформы ещё и со станцией «Охотный Ряд» Сокольнической линии. Однако в настоящее время эти пути используются в служебных целях. Также имеет место распространение слухов о продолжении этих путей под Кремль, которыми пользовался, в частности, И. В. Сталин при поездках в Московском метрополитене на специальных поездах, однако эти слухи не имеют подтверждения, так как никаких ответвлений с этих путей не существует.
С противоположной западной части станции с платформ ведут лестничные марши, изначально предназначавшиеся для соединения с ещё одним вестибюлем, однако так как он не был построен, то эти проходы закрыты для пассажиров и ведут в служебное помещение метрополитена.
Как и другие станции Филёвской линии, может использоваться шестивагонными составами из модернизированных для наземной эксплуатации вагонов типов Е, Еж и Ем (с 2009 года не эксплуатируются) или четырёхвагонными составами из вагонов типа 81-740.1/741.1 «Русич», а также шестивагонными поездами типа 81-765.2/766.2/767.2 «Москва».

## Пересадки
Станция является частью крупнейшего пересадочного узла в московском метрополитене, состоящего из четырёх станций. С неё можно осуществить переход на станции «Арбатская» Арбатско-Покровской линии и «Библиотека им. Ленина» Сокольнической линии в восточном торце станции, там же есть совмещённый с этими станциями выход на Моховую улицу. Через эти станции можно перейти и на станцию «Боровицкая» Серпуховско-Тимирязевской линии. Прямого перехода на станцию «Боровицкая» нет.

## Станция в цифрах
Глубина заложения составляет 7,4 метра. На станции 3 ряда по 30 восьмиугольных в сечении колонн в каждом. Суточный пассажиропоток на станции составляет 38 240 человек; на вход — 23 700 человек, на выход — 26 700 человек. Пикет ПК2+40.
- Таблица времени прохождения первого поезда через станцию[13]:

| По чётным числам              | Будние дни | Выходные дни |
| По нечётным числам            | Будние дни | Выходные дни |
| В сторону станции «Арбатская» | 05:44:00   | 05:44:00     |
| В сторону станции «Арбатская» | 05:53:00   | 05:53:00     |

## История

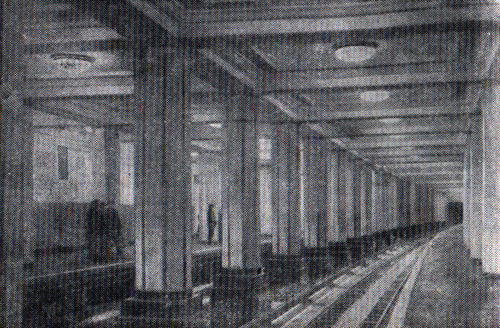
Станция в 1935 году

В изначальных проектах станция отсутствовала — двухпутный перегонный тоннель вилочного ответвления должен был соединять «Охотный Ряд» непосредственно с «Арбатской». Однако быстро стало понятно, что вилка просуществует недолго, Арбатский радиус войдёт в новый Арбатско-Покровский диаметр и, следовательно, между двумя диаметрами необходимо будет устраивать пересадку. Станция «Арбатская» оказалась бы слишком далеко от пересечения двух диаметров, поэтому было принято решение о встраивании рядом с этим будущим пересечением станции «Улица Коминтерна» и включении её в Арбатский радиус. Трасса радиуса к тому времени уже была согласована и утверждена и над ней уже начались работы, поэтому для сокращения числа изменений в проекте и перестройки уже возведённых участков было решено возвести станцию с искривлёнными боковыми платформами, что позволило оставить проект путей без изменений. Станцию с боковыми платформами пришлось строить из-за требования профессора В. Л. Николаи и коменданта Кремля Р. А. Петерсона, чтобы пути помещались между Манежем и Кутафьей башней.
Строительство самой станции началось в июле 1934 года и было завершено в рекордные сроки, менее чем за 6 месяцев (для сравнения, сегодня самый короткий срок строительства станции в Москве — 15,5 месяцев, в Киеве — 13 месяцев). Возведением станции занималась шахта № 31-32 Мосметростроя (руководили строительством Г. Климов, М. Терпигорев, И. Зубков). При строительстве пришлось решать сложнейшую инженерную задачу перекладки мощного канализационного коллектора под одним из участков будущей станции из хрупкой гончарной трубы в прочную металлическую на длину 40 метров. Станция была сдана в эксплуатацию уже 31 января 1935 года, а открыта для пассажиров 15 мая 1935 года в составе первого участка Московского метрополитена из 13 станций — «Сокольники» — «Парк культуры» с ответвлением «Охотный Ряд» — «Смоленская».
С момента открытия в 1935 году и до 1938 года поезда от «Улицы Коминтерна» следовали до станции «Сокольники», а в 1938 году, после продления Арбатского радиуса до станции «Курская» в восточном направлении и начала его функционирования отдельно от Фрунзенского, поезда от нынешнего «Александровского сада» стали ездить до этой станции.

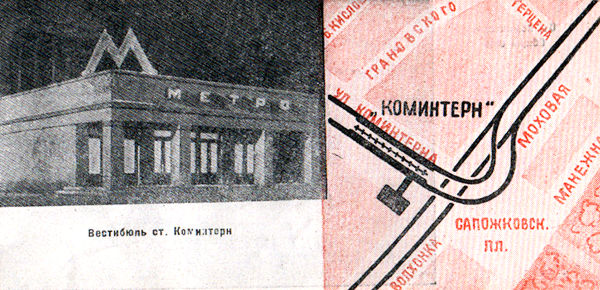
Старый вестибюль станции в 1935 году и расположение станции на карте города

Изначально перехода на станцию «Библиотека им. Ленина» не было, однако имелся общий с этой станцией временный наземный вестибюль на углу Моховой улицы и Воздвиженки, в настоящее время не сохранившийся. В 1937 году был организован временный переход. Современный переход появился только в 1938 году, когда после открытия участка «Улица Коминтерна» — «Курская» Арбатско-Покровская линия выделилась в отдельную.
Строительство нового постоянного вестибюля планировалось завершить к 1940 году, однако, поскольку станция не справлялась с пассажиропотоком, было решено сначала провести реконструкцию станции, включающую расширение переходов, уменьшение подъёмов и спусков и строительство арочного мостика над путями. Начавшаяся Великая Отечественная война заставила пересмотреть эти планы. Строительство постоянного вестибюля в здании нынешней Российской государственной библиотеки и реконструкция станции были завершены только к 1946 году. В том же году, 24 декабря, станция была переименована в «Калининскую».
5 апреля 1953 года после строительства новых станций глубокого заложения «Арбатской» и «Смоленской», станция «Калининская» была закрыта для пассажиров, а вестибюль в здании библиотеки был использован для станции «Арбатская». Сама же станция была частично реконструирована, в частности были устранены два из трёх проходов на платформу.
После завершения строительства новой Филёвской линии до станции «Кутузовская» станция «Калининская» вновь была открыта 7 ноября 1958 года.

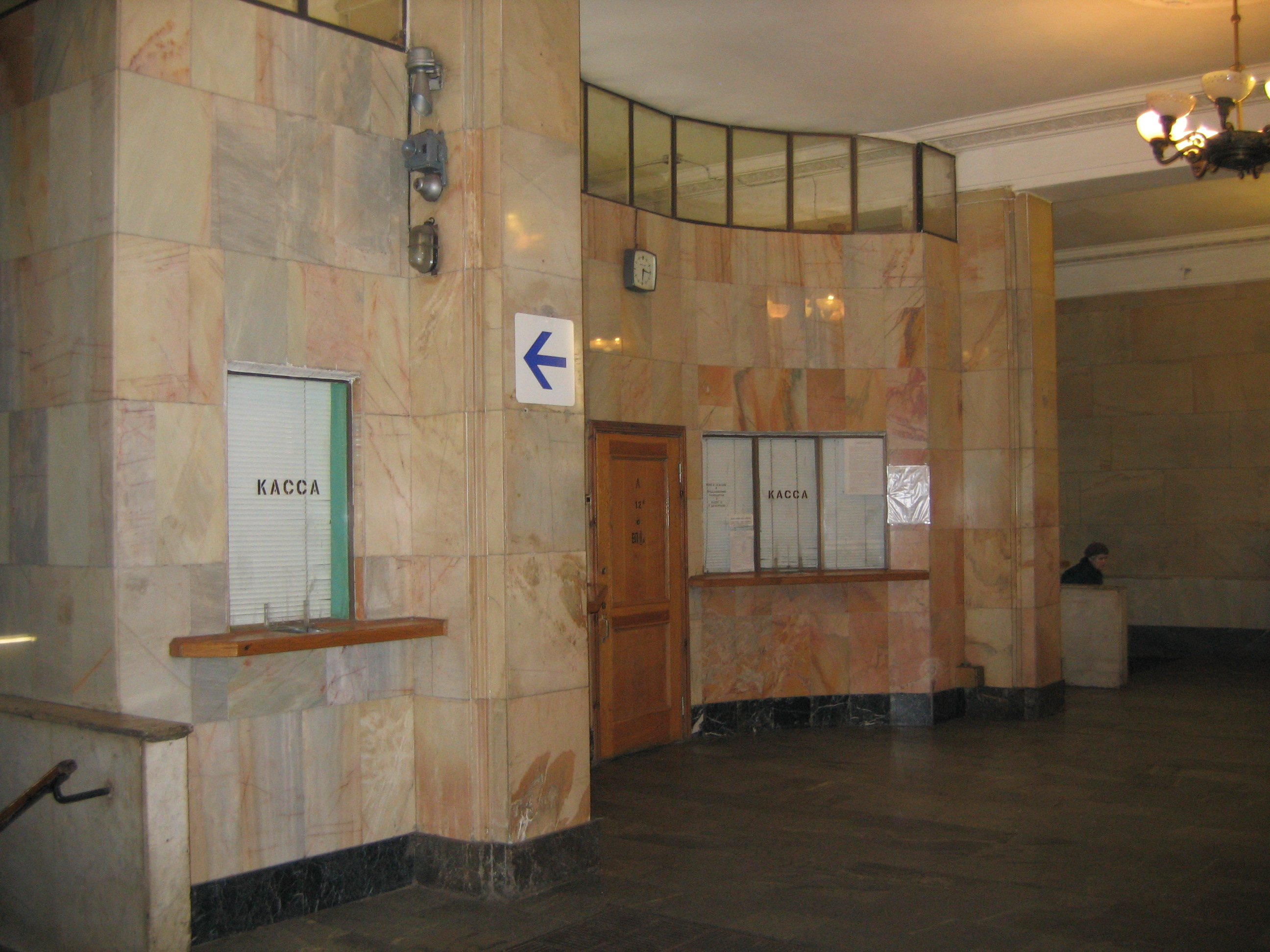
Кассовый зал наземного вестибюля

В 1990 году станция была переименована, причём станция была изначально названа «Воздвиженкой» и носила это название несколько дней, в течение которых были даже отпечатаны схемы с таким названием, но по каким-то причинам это название не устоялось, и с 5 ноября 1990 года станция получила своё нынешнее имя «Александровский сад».
При строительстве в 1995—1996 годах торгово-рекреационного комплекса «Охотный ряд» под Манежной площадью, один из путей (от платформы № 2) до станции «Охотный Ряд» был разобран и засыпан.

## Оформление

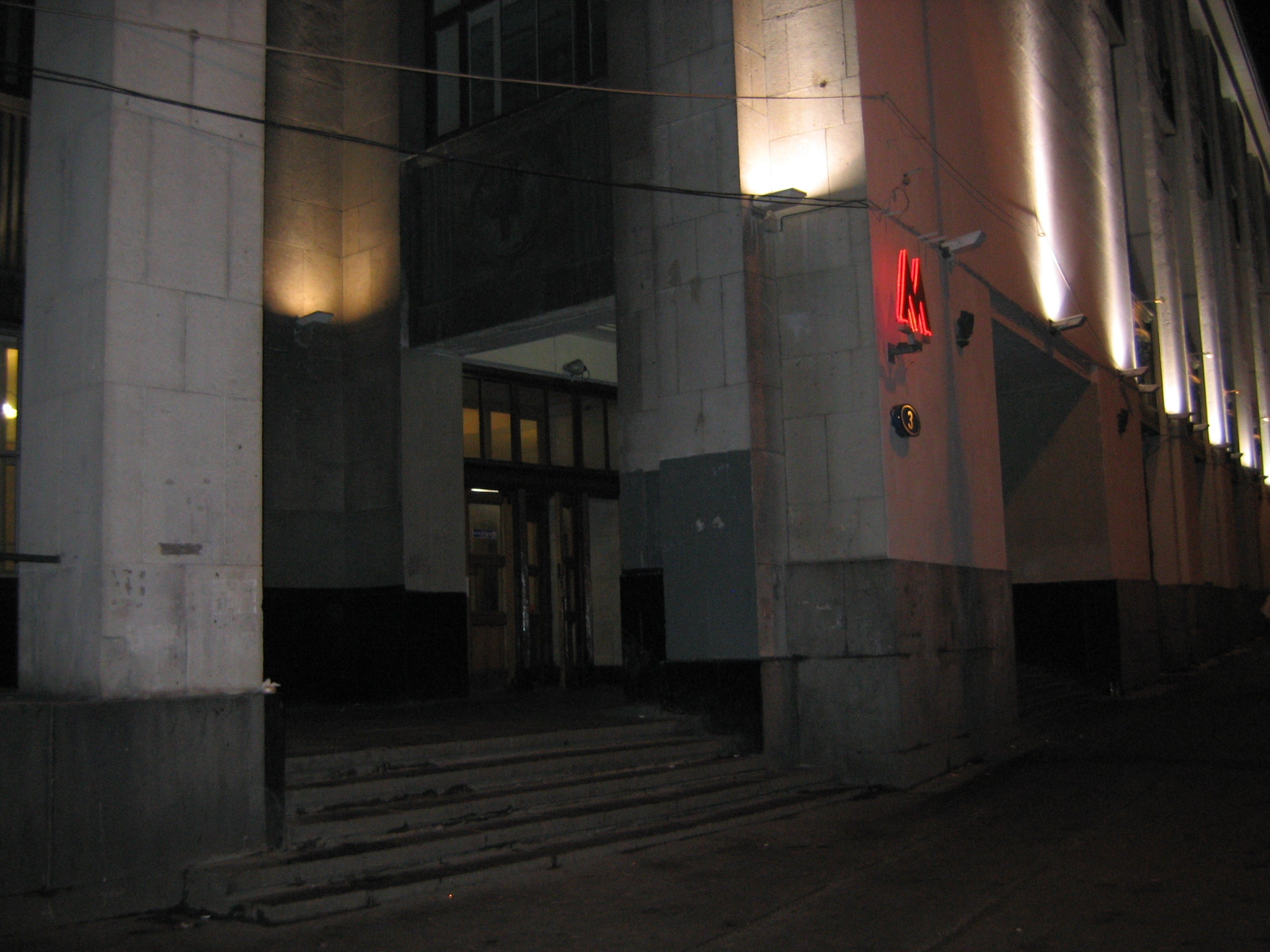
Вестибюль станции в здании Российской государственной библиотеки

Стены станции покрыты розовым мрамором. Облицовка стен заканчивается на небольшой высоте, и таблички с названием станции размещены на побелённой стене. Колонны боковых рядов также облицованы мрамором. Центральный ряд колонн намеренно не был облицован, чтобы не акцентировать внимание на путях, проложенных в центре платформенного зала. Переходные коридоры отделаны белым и жёлтым мрамором, белой плиткой. В фойе, соединяющем выход на улицу Воздвиженка, эскалаторный наклон к станции «Арбатская» и мост через пути «Александровского сада», сохранился бюст М. И. Калинина, установленный после того, как станция стала называться «Калининская».

## Наземный общественный транспорт
На этой станции можно пересесть на следующие маршруты городского пассажирского транспорта:
- Автобусы: м1, м2, м6, м7, м9, е10, н2, н11

## Достопримечательности
Станция расположена в самом центре Москвы в непосредственной близости от Московского Кремля и Красной площади. Кроме Кремля, в непосредственной близости от выходов со станции доступны сам Александровский сад, в честь которого названа станция, а также Манеж и Итальянский грот в Александровском саду, построенные Осипом Бове.
В Александровском саду расположены такие памятники Великой Отечественной войны, как Могила Неизвестного Солдата с постом почётного караула и памятные знаки городов-героев. Кроме того, неподалёку на Манежной площади в 1995 году установлен конный памятник Г. К. Жукову.

## Расписание

Схема путей станции «Александровский сад»

Станция открывается на вход для пассажиров в 5:30 и закрывается в 1:00. Первый поезд отправляется в направлении станции «Кунцевская» в 5:45, последний поезд отправляется в 1:03. Первый поезд к «Международной» отправляется в 5:45, последний поезд отправляется в 1:08. Во время парада Победы и его репетиций вход на станцию из подземного перехода под перекрёстком улиц Воздвиженки и Моховой разрешён до приближения колонны военной техники к перекрёстку; выход в город осуществляется строго по спецпропускам Минобороны РФ.
- До укорачивания линии до «Кунцевской» с платформы № 2 отправлялись (весь день) поезда в сторону станции «Крылатское» (по основному направлению Филёвской линии), с платформы № 1, как правило, отправлялись поезда до станции «Международная» (с 10 сентября 2005 года), а в час пик — и в сторону станции «Студенческая»[19]. Однако до 1997 года, до приказа[какого?], запрещающего следование с пассажирами по ССВ (до 1953 года были главными путями Арбатско-Покровской линии), было практикой и сквозное следование поездов с Арбатско-Покровской линии со станции «Площадь Революции» до станции «Киевская» (дальше не позволяла длина состава), после чего поезд отправлялся на ночной отстой в оборотные тупики за «Киевской» или следовал в депо «Фили» (ТЧ-9).
- С 7 января 2008 до 1 февраля 2011 года поезда отправлялись обычно с платформы № 2 (включая почти все поезда до станции «Международная»), только в час пик задействовалась платформа № 1 для поездов до станции «Кунцевская».
- С 1 февраля до 26 апреля 2011 года с 5:45 до 11:19 и с 16:08 до 1:08 поезда до станции «Международная» отправлялись с платформы № 1. С платформы № 2 с 5:45 до 1:03 поезда отправлялись до станции «Кунцевская», а также с 11:19 до 16:08 до станции «Международная».
- С 26 апреля 2011 года все поезда до станции «Международная» отправляются с платформы № 1, до станции «Кунцевская» — с платформы № 2.

## Уникальность
Станция, возможно, лидирует в Московском метрополитене по числу параметров, по которым она является уникальной.
- Станция с боковыми платформами, единственная среди станций первой очереди[9] и среди конечных[20] станций. До 2020 года была единственной подземной станцией московского метро с боковыми платформами.
- Единственная в Москве четырёхпролётная колонная станция мелкого заложения[21].

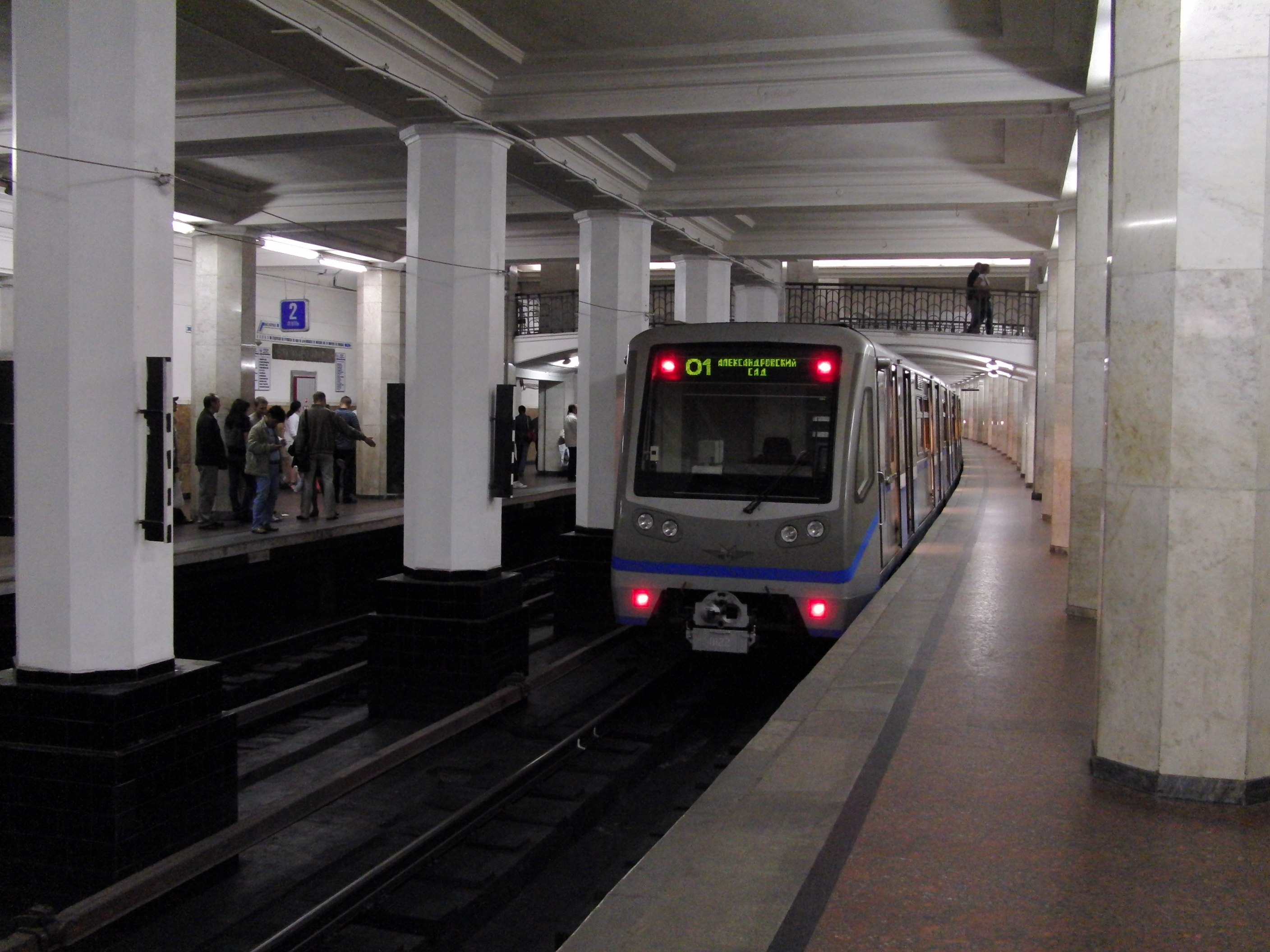
Александровский сад: платформа.

- Одна из конечных станций Московского метрополитена (наряду с «Международной», «Кунцевской» Филёвской линии, «Алма-Атинской», до января 1990 года — «Тёплым Станом», до декабря 1996 года — «Волжской», до января 2008 года — «Крылатским», до февраля 2014 года — «Улицей Старокачаловской» и до марта 2020 года — «Косином»), оборот поездов на которых производится не за станцией, а посредством перекрёстного съезда перед станцией. В результате, на них выход пассажиров из вагонов не является обязательным. Помимо этого, на станции частично присутствует левостороннее движение: в случае прибытия поезда на первый путь, со второго другой поезд уезжает в противоположную сторону.
- Одна из двух конечных станций Московского метрополитена, которая не планировалась как конечная при строительстве (вторая — «Кунцевская» — на другом конце этой же Филёвской линии)[4].
- Одна из станций, изначально не планировавшихся к строительству на перегоне (наряду с «Пятницким шоссе» и другими).
- Одна из шести станций Московского метрополитена, закрывавшихся на длительный срок[21].
- Одна из шести станций Московского метрополитена с изогнутыми платформами (другие — «Кутузовская», «Зябликово», «Пятницкое шоссе», «Международная» и «Выставочная»)[21].
- Станция, в декабре 2008 года вышедшая на первое место по продолжительности пребывания конечной[21].
- Расстояние по путям до следующей станции («Арбатская») Филёвской линии составляет 510 метров, этот перегон был самым коротким в Московском метрополитене с момента открытия метрополитена до открытия станции «Международная» 30 августа 2006 года[22][23].
- На станции сохранялись последние стрелочные интервальные часы, демонтированные примерно в 2003 году[4].
- Станция вместе с «Киевской», «Смоленской» и «Арбатской» на той же Филёвской линии побывала в составе трёх разных линий — Сокольнической (тогда она называлась «Кировским диаметром»[24]), Арбатско-Покровской и — ныне — действующая станция Филёвской линии.

## Особенности проекта станции
Основная часть Филёвской линии (наземный участок от «Киевской» до «Кунцевской» и вилочное ответвление от «Киевской» до «Международной») построена с расчётом на 6-вагонные составы, однако Сокольническая линия (после открытия до 1950-х годов называвшаяся «Кировским диаметром»), в состав первой очереди которой входила станция «Александровский сад» (тогда называвшаяся «Улицей Коминтерна»), изначально построена с расчётом на 8 вагонов, ввиду чего «Александровский сад» способен принимать максимальное по Московскому метрополитену их количество, помимо «основного».